# NGC 4789
NGC 4789 is een lensvormig sterrenstelsel in het sterrenbeeld Hoofdhaar. Het hemelobject werd op 6 april 1785 ontdekt door de Duits-Britse astronoom William Herschel.

## Synoniemen
- UGC 8028
- MCG 5-30-124
- ZWG 159.113
- ZWG 160.8
- PGC 43895